# Keltschenschloss

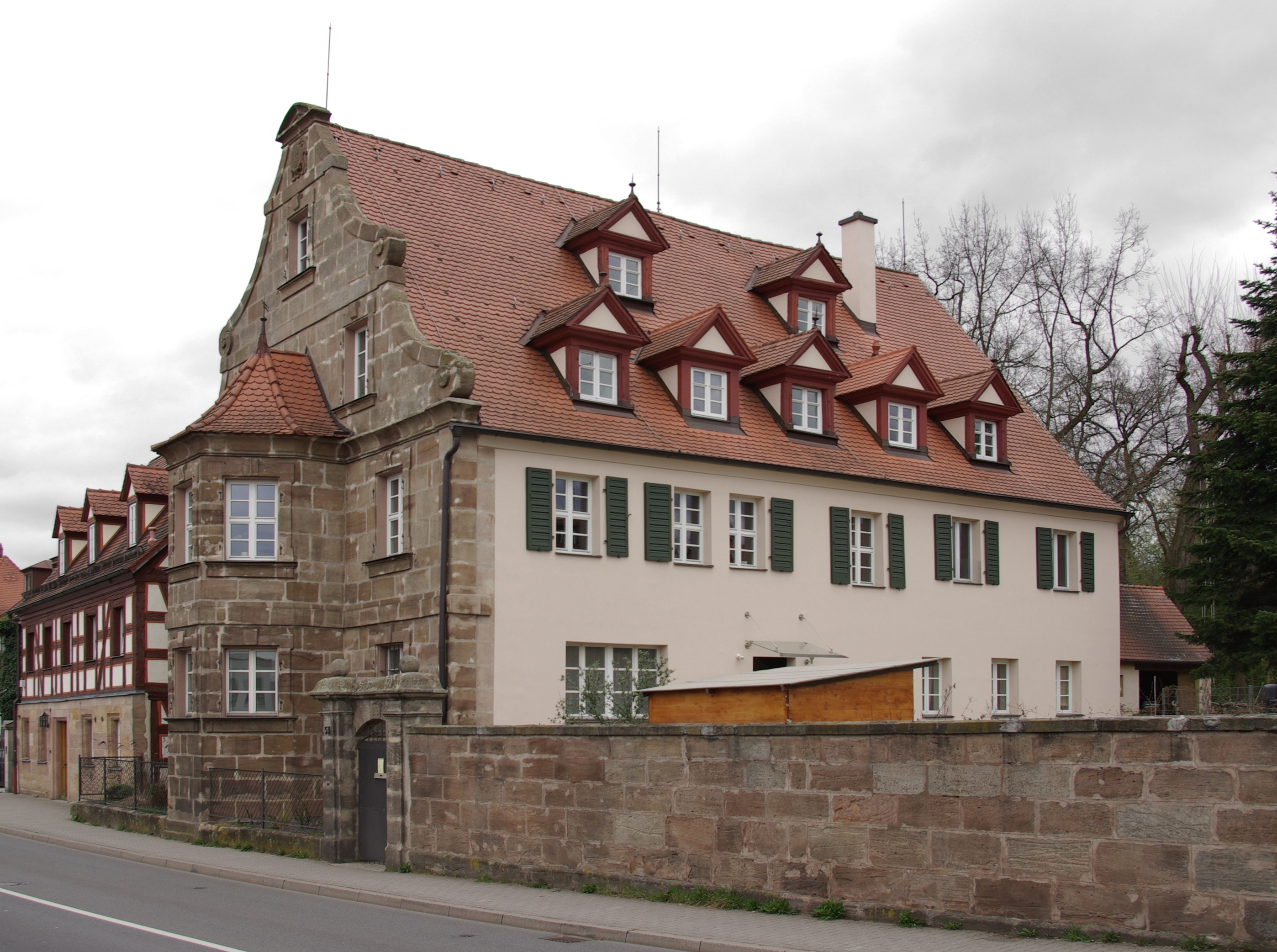
Das ehemalige Keltschenschloss

Das Keltschenschloss ist ein ehemaliger Herrensitz im Stadtteil Bruck der mittelfränkischen Stadt Erlangen.
Das Gebäude wurde um 1649 errichtet. Um 1724/26 wurde es zum heutigen Aussehen umgebaut. Von Ende des 18. Jahrhunderts bis 1801 diente es als Herrenhaus. Später diente das Anwesen als Gasthaus „Zum Goldenen Bären“.
Der Kern des Gebäudes stammt aus dem 17. Jahrhundert, die Giebelfassade aus Sandsteinquadern wohl aus dem Jahr 1728. Zugehörig ist ein erdgeschossiges Nebengebäude mit Fachwerk und Satteldach aus der zweiten Hälfte des 17. Jahrhunderts. Beide Gebäude stehen einschließlich des Gartenbrunnens, der Gartenmauer aus Quadern und dem Eingangspfeiler mit Kugelaufsatz unter Denkmalschutz.